# Paranotothenia magellanica
Paranotothenia magellanica är en fiskart som först beskrevs av Forster, 1801.  Paranotothenia magellanica ingår i släktet Paranotothenia och familjen Nototheniidae. Inga underarter finns listade i Catalogue of Life.